# Electro Team
Electro Team – chorwacki zespół muzyczny grający muzykę eurodance założony w 1987 roku.
Najpopularniejsze piosenki tego zespołu to "Tek je 12 sati" oraz "Ne daj mi da...".

## Dyskografia

### Albumy studyjne
- Electro Team (1992)
- Second to None (1994)
- Anno Domini 1996 (1996)
- Disco Neckt (2000)
- Vision 5 (2002)
- Frankfurt Bombay Tokyo (2005)
- Vrhunski album (2007)

### Single
- 1992 – „New Jam Dance”
- 1992 – „Reminiscin’”
- 1993 – „Tek je XII sati”
- 1995 – „Ja ti priznajem”